# Heinz-Gerhard Quast
Heinz-Gerhard Quast (* 8. Juli 1917; † unbekannt) war ein deutscher Fußballspieler.

## Sportlicher Werdegang
Quast spielte für den SV Hindenburg Allenstein in der Gauliga Ostpreußen, mit dem der er sich als Meister der Spielzeit 1938/39 für die Deutsche Meisterschaftsendrunde 1938/39 qualifizierte. Hinter Gruppensieger Hamburger SV und dem VfL Osnabrück reichte es dabei in der Gruppenphase zum dritten Rang vor Blau-Weiß 90 Berlin. Der Stürmer kam dabei in allen sechs Spielen zum Einsatz und erzielte drei Tore.
Nach dem Zweiten Weltkrieg spielte Quast für die SG Prenzlauer Berg-West, die ab 1948 den Namen Berliner FC Alemannia 90 wieder übernahm. 1949 wechselte er zu Hertha BSC, kam aber nach einer Spielzeit wieder zurück. In der Spielzeit 1950/51 erzielte er für den Klub fünf Tore in 16 Spielen in der Vertragsliga Berlin. Anschließend ging er zum Ligakonkurrenten Minerva 93 Berlin, wo er bis 1953 nochmals elf Tore in 21 Erstligaspielen erzielte. 